# Лепёшкин, Алексей Ильич
Алексей Ильич Лепёшкин (23 февраля 1913 — 19 февраля 1977) — советский юрист, специалист по советскому государственному строительству; доктор юридических наук (1954), профессор на кафедре государственного права МГИМО (1972); с 1961 по 1964 год являлся главным редактором журнала «Советское государство и право»; был награждён орденом Трудового Красного Знамени.

## Биография
В 1935 году окончил Ленинградский институт советского строительства (1-й Ленинградский юридический институт). Накануне Второй мировой войны, в 1939 году, защитил кандидатскую диссертацию на тему «Источники и подготовка Конституции 1924 года» — стал кандидатом юридических наук. После успешной защиты стал заведующим кафедрой государственного и международного права в Алма-Атинском юридическом институте.
В 1954 году успешно защитил докторскую диссертацию на тему «Местные органы власти советского государства в первую фазу его развития» — стал доктором юридических наук.
В период с 1961 по 1964 год он являлся главным редактором журнала «Советское государство и право».
С 1972 года и до своей смерти в 1977, он являлся профессором кафедры государственного права МГИМО при МИД СССР. Одновременно состоял вице-президентом Советской ассоциации политических (государствоведческих) наук и членом экспертной комиссии ВАК СССР, а также — занимал пост председателя научно-методического совета при Московском городском отделении Общества по распространению политических и научных знаний.

## Основные работы
Специализировался на актуальных вопросах советского государственного права; он являлся автором и соавтором более восьми десятков печатных работ, некоторые из которых были переведены на иностранные языки и изданы за пределами СССР. Отстаивал отрицательное отношение к признанию советского государственного права конституционным:
- Местные органы власти Советского государства (1917—1920 гг.). — М.: Госюриздат, 1957.
- Курс советского государственного права. В 2 томах. — М.: Государственное издательство юридической литературы, 1961.
- Советы — власть трудящихся. 1917—1936. — М.: Юридическая литература, 1966.
- Советы — власть народа (1936—1967 гг.). — М.: Юридическая литература, 1967.
- Советский федерализм: (теория и практика). — М.: Юридическая литература, 1977.
- Лепешкин А. И., Махненко А. Х., Щетинин Б. В. О понятии, предмете и источниках государственного права // Правоведение. 1965. № 1[2].